# Leoncin

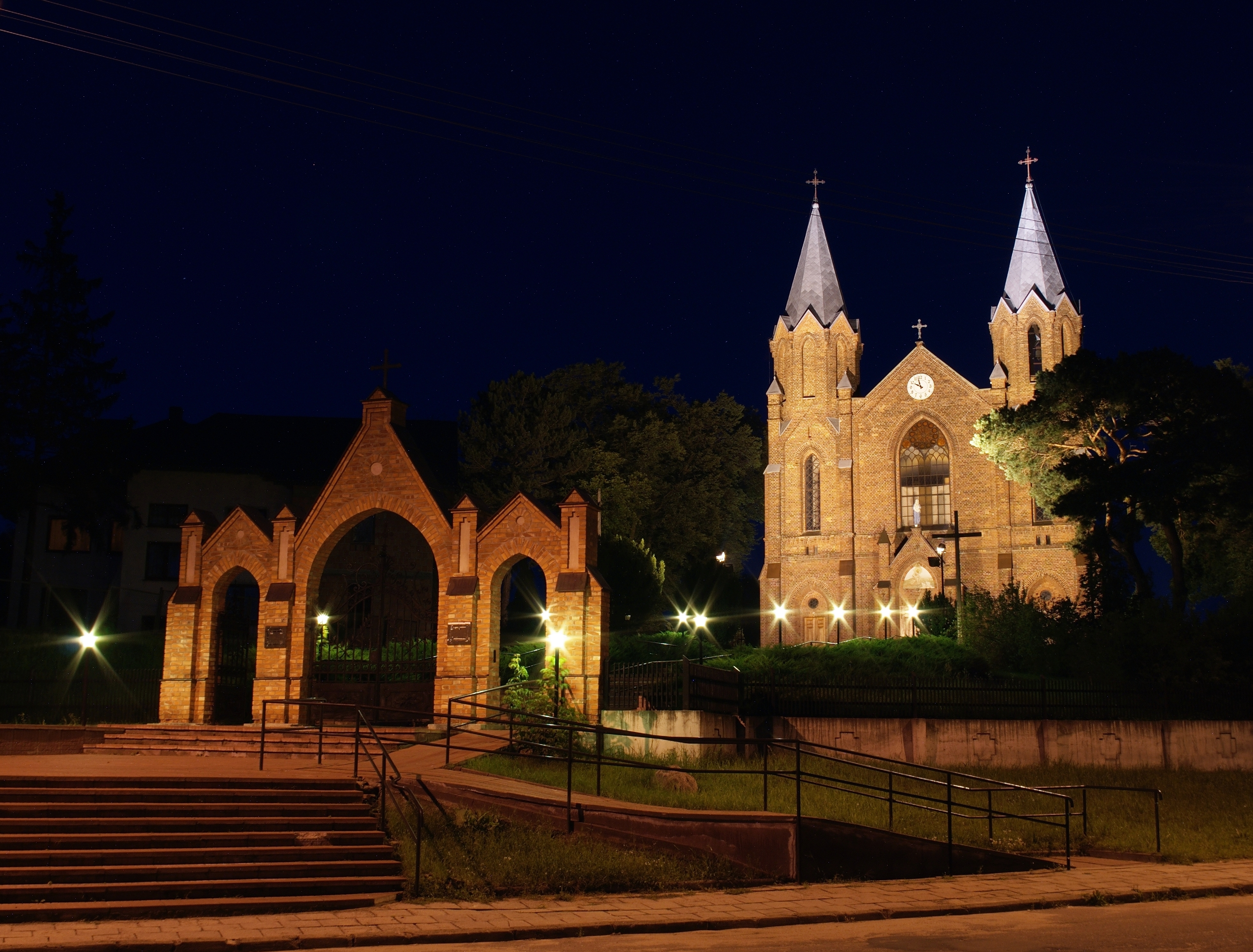
Kyrka i Leoncin.

Leoncin är en stad i Masoviens vojvodskap i Polen. Staden har 5 588 invånare (2020). Den ligger ungefär 40 kilometer nordväst om Warszawa.

## Personer från Leoncin, i urval
- Isaac Bashevis Singer (1903–1991), polsk-amerikansk jiddischspråkig författare